# Билира
Билира́ (рос. Былыра) — село у складі Киринського району Забайкальського краю, Росія. Входить до складу Білютуйського сільського поселення.

## Населення
Населення — 239 осіб (2010; 310 у 2002).
Національний склад (станом на 2002 рік):
- росіяни — 100 %